# Fontinalis bryhnii
Fontinalis bryhnii är en bladmossart som beskrevs av Limpricht in I. Hagen 1908. Fontinalis bryhnii ingår i släktet näckmossor, och familjen Fontinalaceae. Inga underarter finns listade i Catalogue of Life.